# Susa (Italia)

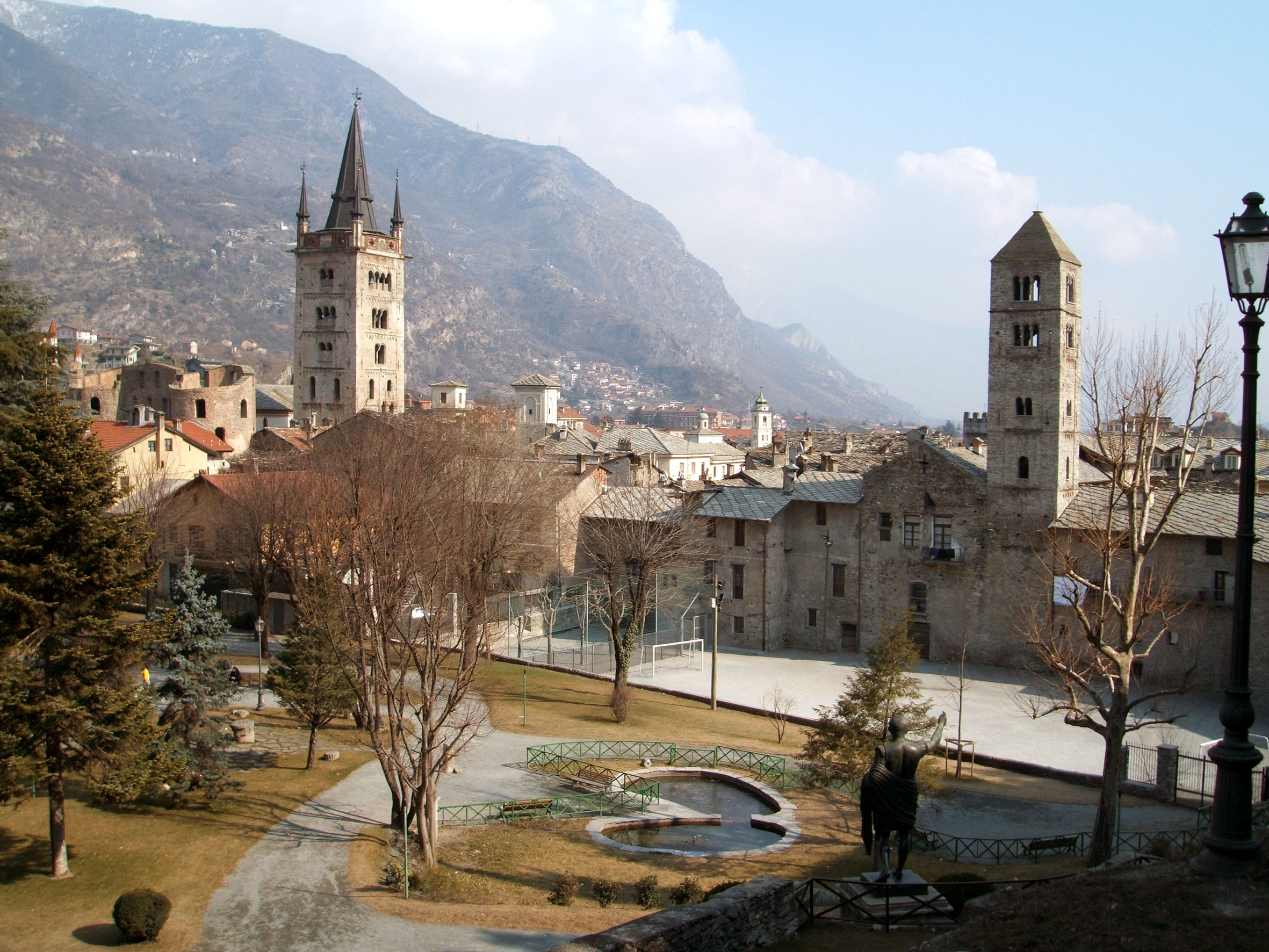
Panorama de Susa, con la catedral de San Giusto a la izquierda y Santa Maggiore a la derecha.

Susa es una comuna de 6.638 habitantes, ubicada en la ciudad metropolitana de Turín (hasta 2014 denominada Provincia de Turín), Italia, a 53 km al oeste de la ciudad de Turín. Se sitúa en la confluencia de los torrentes de Cenischia y Dora Riparia, donde el Valle de Susa se bifurca, formando al norte el valle de Cenischia, y al oeste el Alto Valle de Susa, que se interna en los Alpes. En tiempos del Imperio romano fue la capital de la provincia de Alpes Cotios, con el nombre de Segusio.

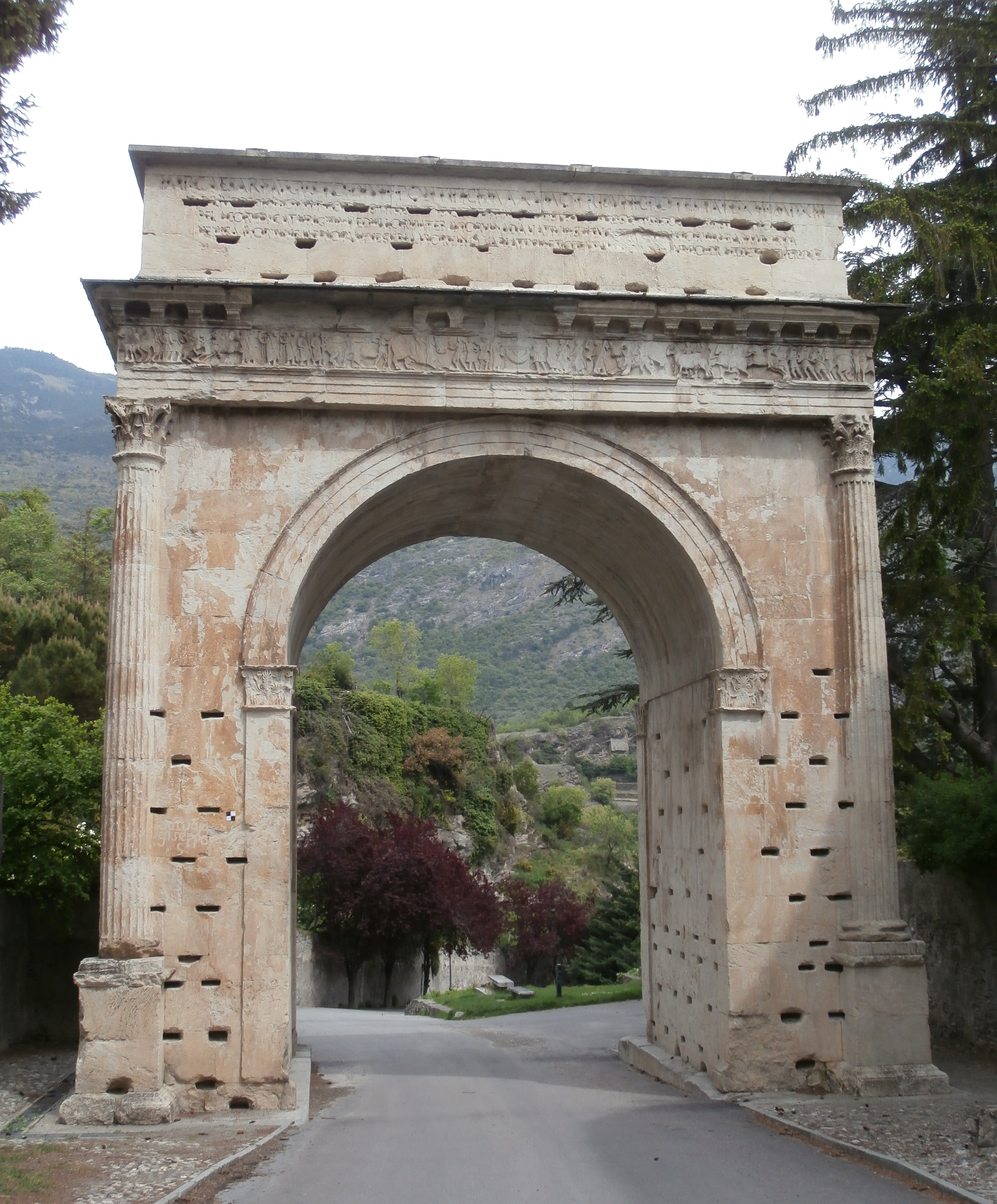
Arco de Augusto.

## Monumentos

### Época romana
Debido a su importancia durante la época romana, cuando fue considerada "puerta de Italia", se construyó una serie de edificios a lo largo de varios siglos que reflejaban su situación, de los cuales conserva:
- la Puerta de Saboya (Porta Savoia), adosada a la catedral,[4] también llamada Porta del Paradiso;[5]
- el arco de Augusto (uno de los mejor conservados de Italia y que representa el pacto con los celtas[5]), acceso a la acrópolis;
- anfiteatro romano, en las afueras de la actual ciudad.
- restos de acueducto y de muralla.

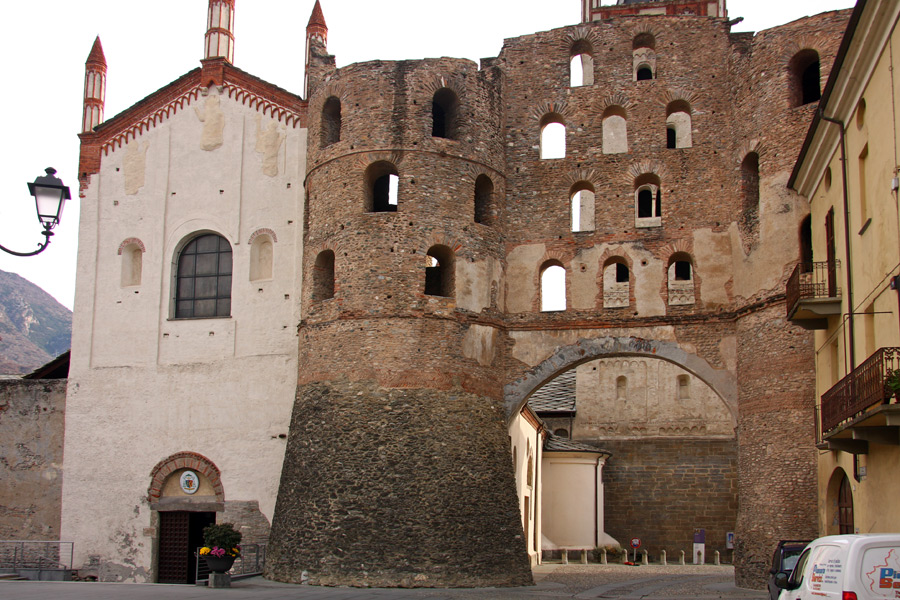
Porta Savoia. A la izquierda, la catedral.
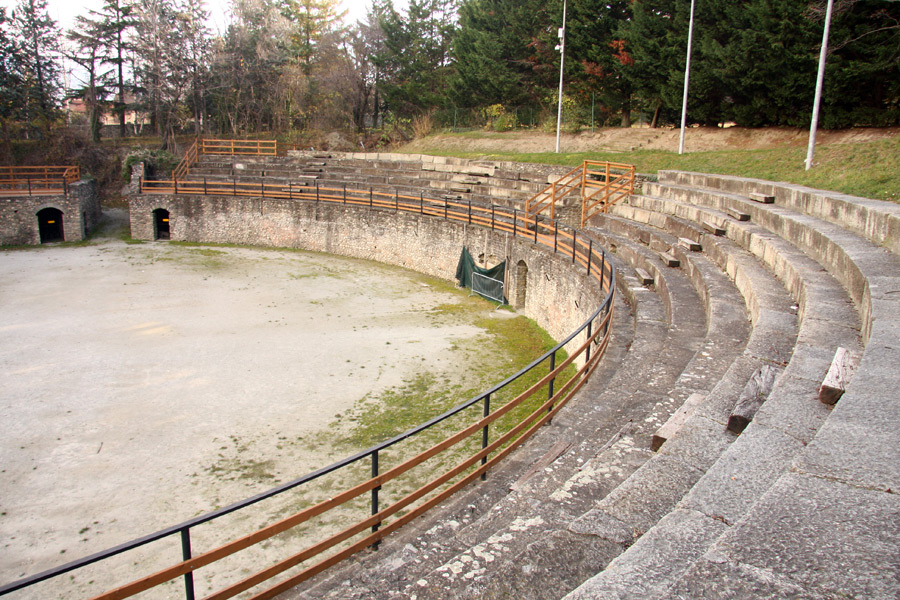
Anfiteatro romano.
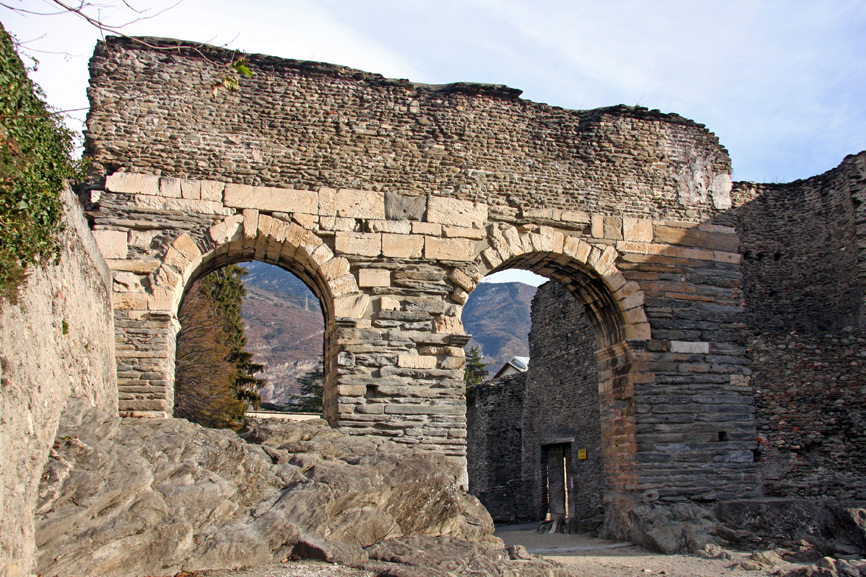
Acueducto romano.
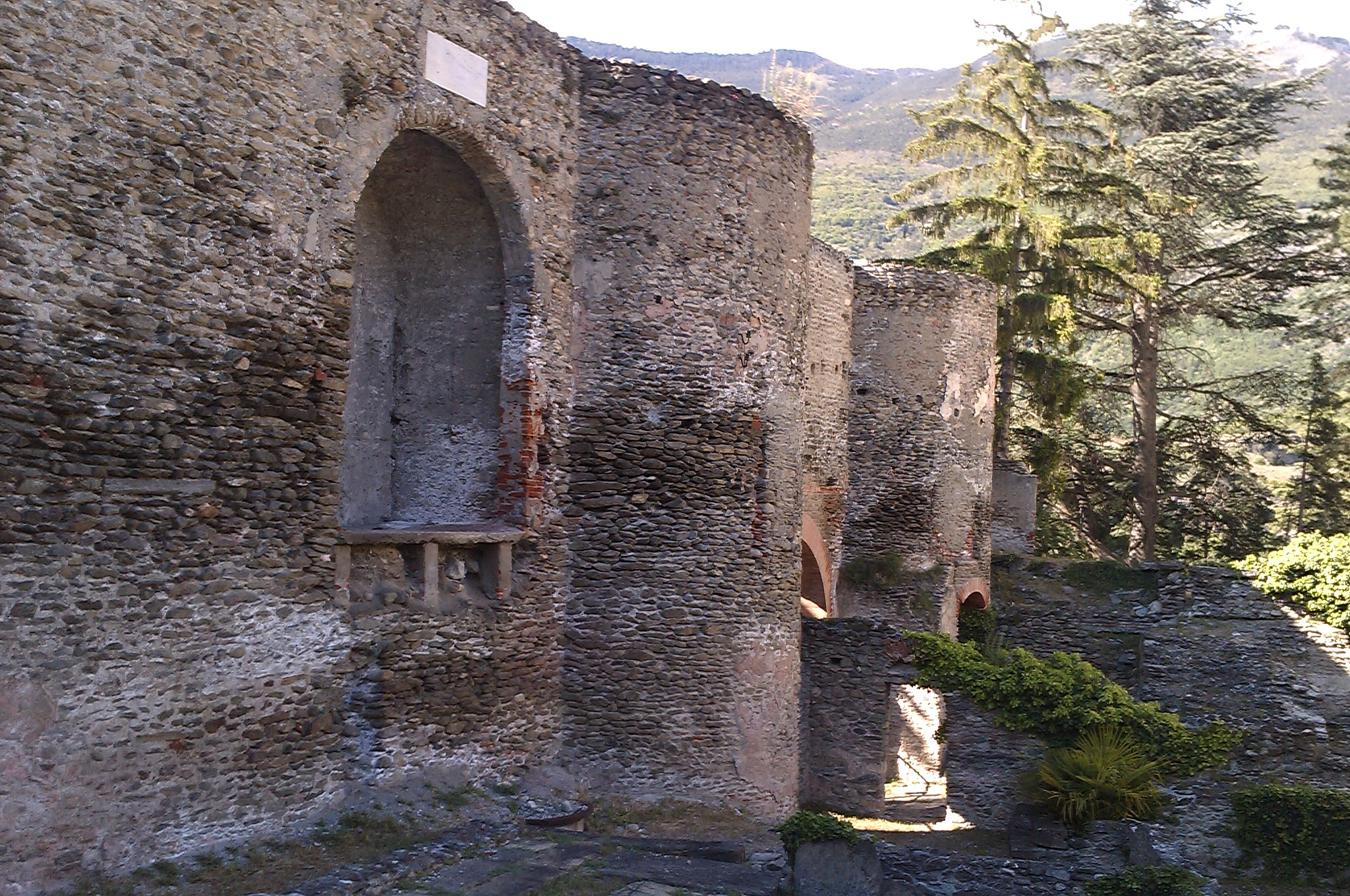
Muralla romana desde el patio del castillo.

### Edificios religiosos
Entre los edificios religiosos, sobresalen:
- La citada catedral, dedicada a san Justo (San Giusto), que fue fundada por los benedictinos como abadía, y conserva un campanario románico con remates góticos.[5]
- La antigua iglesia de Santa Maria Maggiore, de la que sólo se conserva la fachada (del siglo XV) y la torre románica, de 40 metros de altura y apoyada en la muralla de la ciudad.[6]
- El convento de San Francesco construido a partir del siglo XIII. Es el primer edificio franciscano en el Piamonte y está ligado al paso por Susa de san Francisco, camino de Francia en 1213-14.[7]
- La iglesia de la Virgen del Puente (Chiesa del Ponte), del siglo XIII y ampliada en el barroco.[5] Es actualmente la sede del Museo Diocesano di Arte Sacra, que expone obras de arte que abarcan desde el siglo VI al XIX, procedentes del tesoro de la catedral, de la Chiesa del Ponte y de otras parroquias de la diócesis.[8]

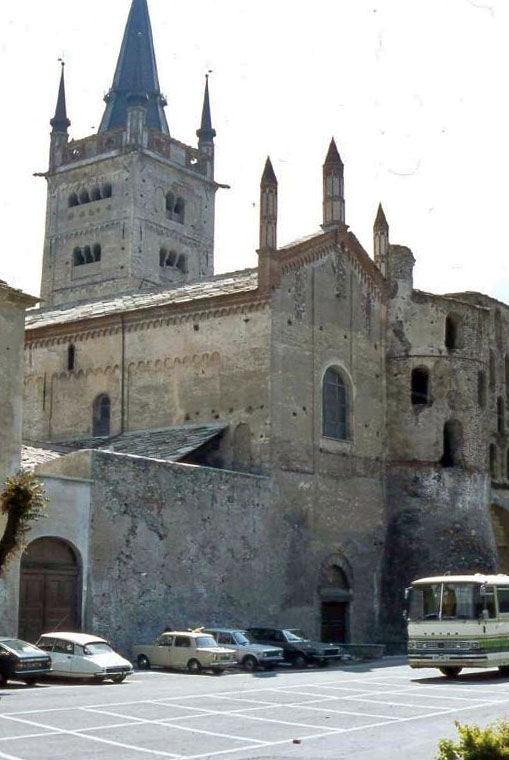
Catedral de Susa
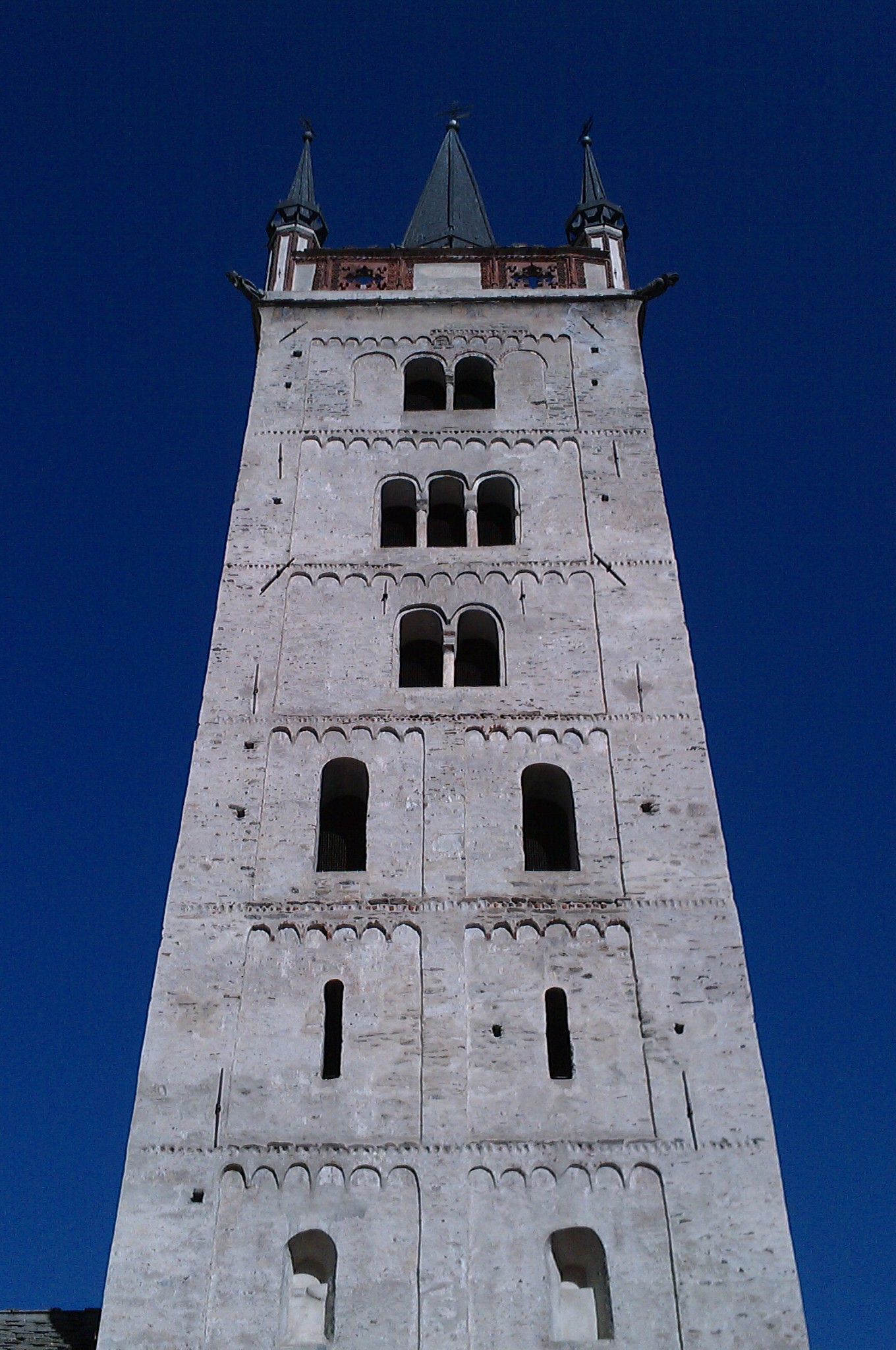
Torre de la catedral de San Giusto
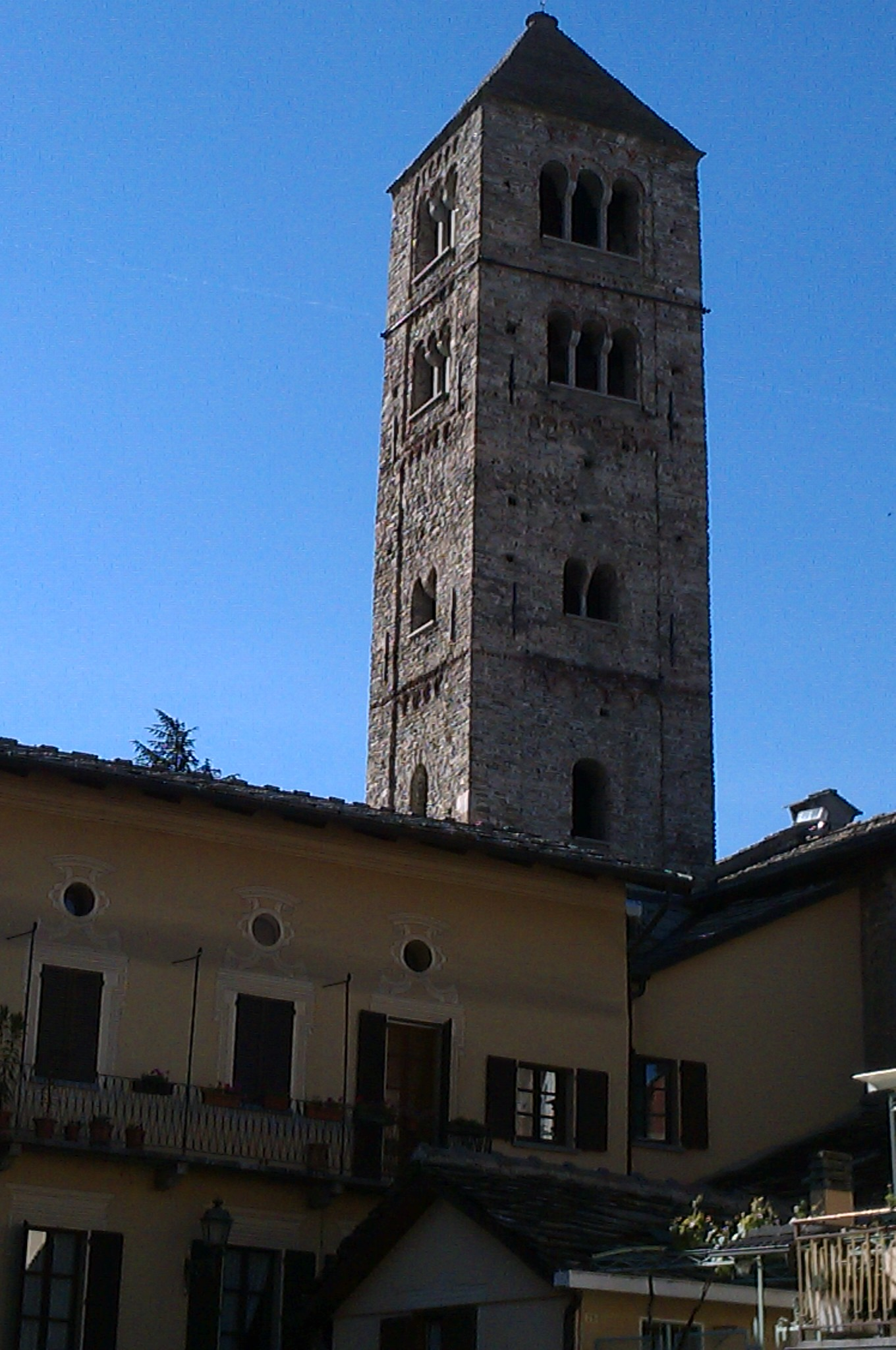
Torre de Santa Maria Maggiore
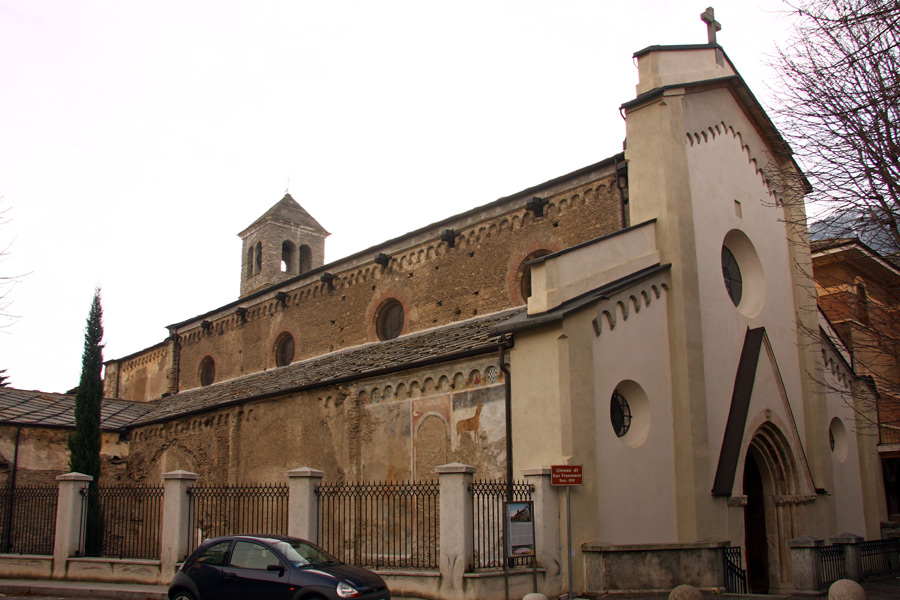
Convento de San Francesco
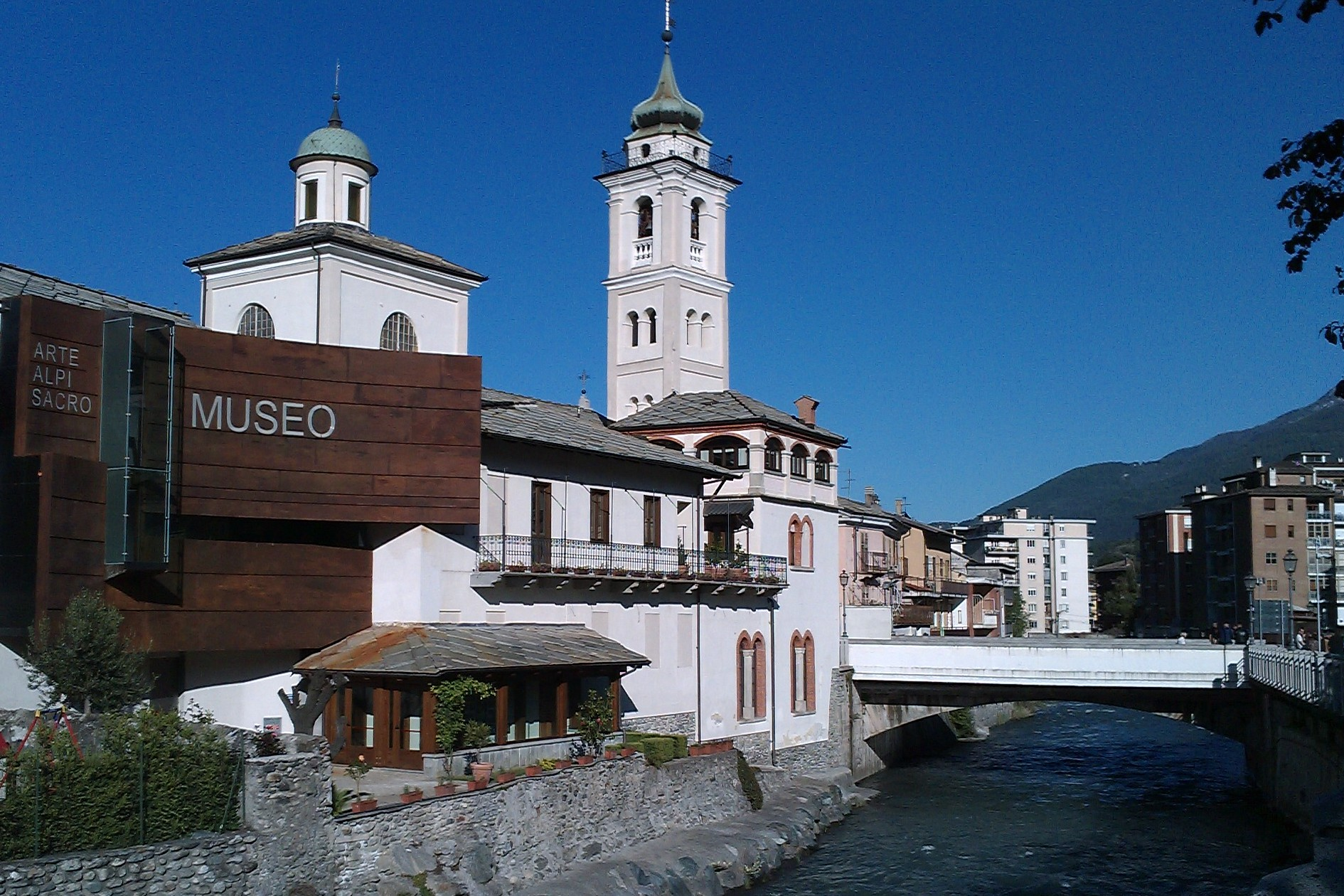
Chiesa della Madonna del Ponte o iglesia de la Virgen del Puente.

### Edificios civiles

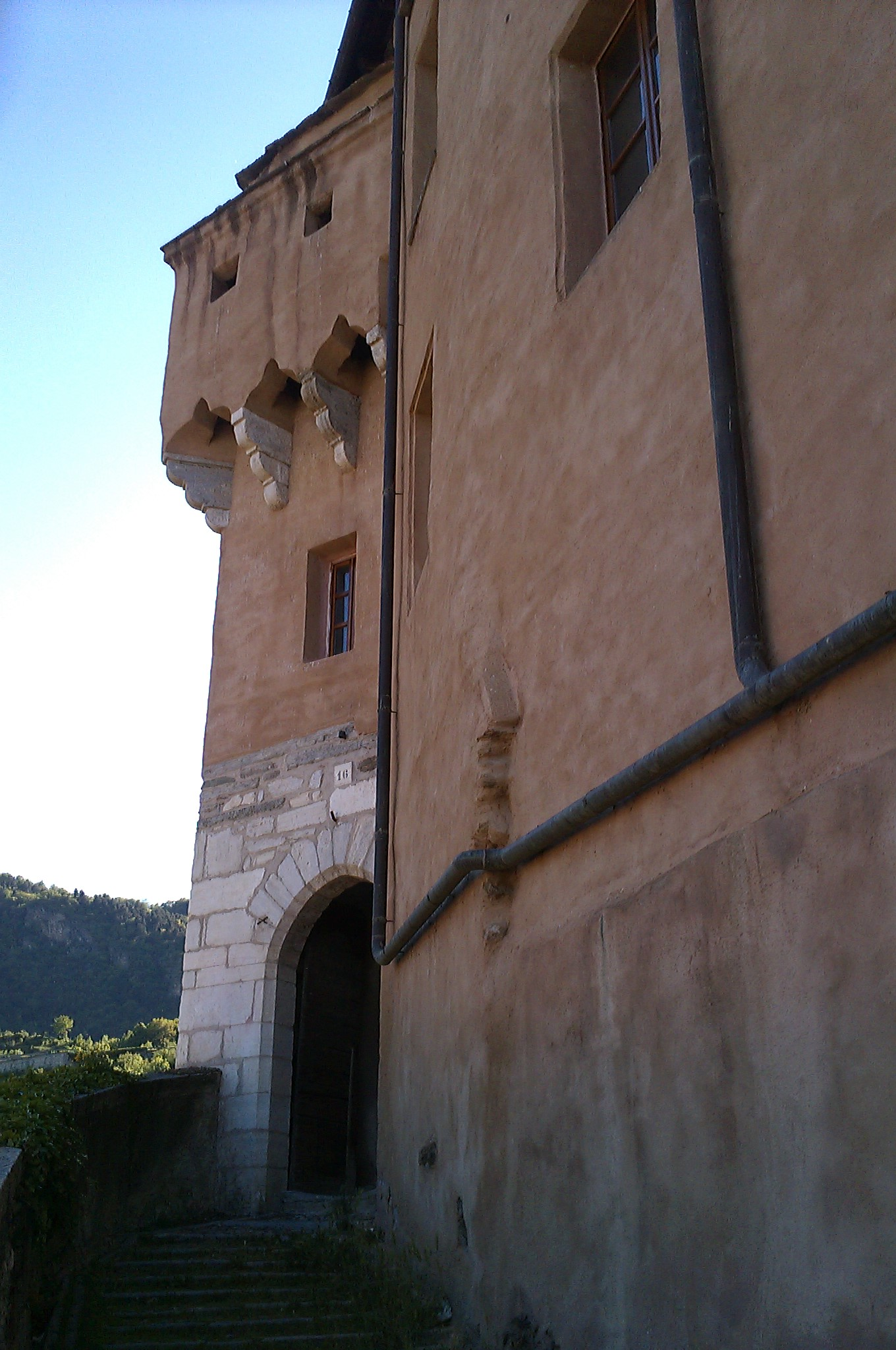
Castillo de la Condesa Adelaide.

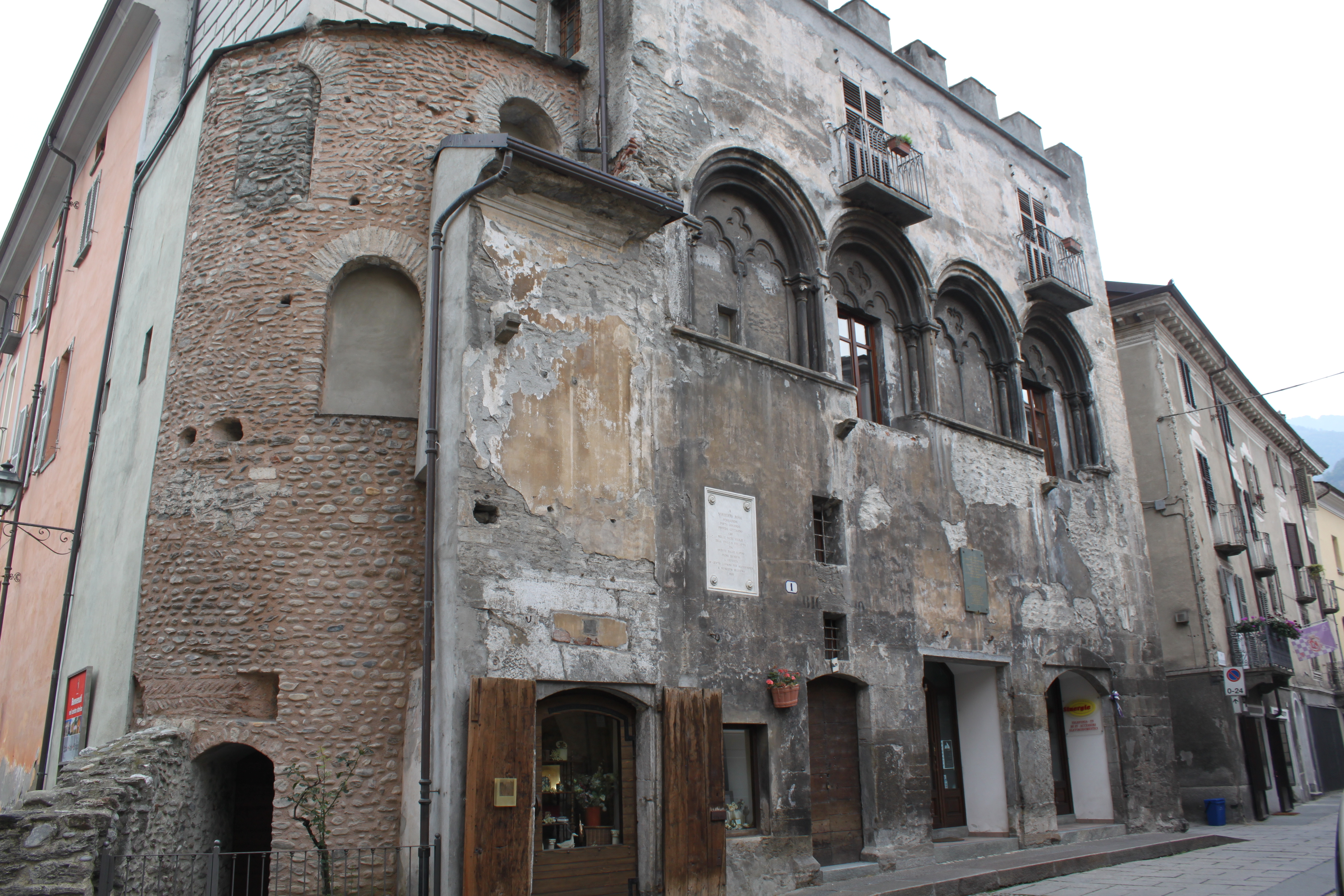
Casa de Bartolomei.

- Castillo de la condesa Adelaida. La condesa Adelaida de Susa fue la madre de Berta de Saboya, quien se casó con el emperador Enrique IV.[9]
- Casa de Bartolomei. Aquí nació Arrigo de Bartolomei, destacado jurista medieval, citado por Dante Alighieri en el canto XII del Paraíso, Divina Comedia.

## Evolución demográfica
| Gráfica de evolución demográfica de Susa entre 1861 y 2001 |
|                                                            |
| fuente ISTAT - elaboración gráfica por Wikipedia           |